# Сімферопольська телевежа
Сімферопольська телевежа — телекомунікаційна вежа заввишки 192,5 м, споруджена у 1958 році у Сімферополі.

## Характеристика
Висота вежі становить 192,5 м. Висота над рівнем моря — 288 м. Прорахунок для DVB-T2 — 180 м.